# Costruzione di macchine
La costruzione di macchine è la disciplina dell'ingegneria che studia i criteri generali e i metodi per la progettazione  delle strutture meccaniche e degli organi delle macchine. Si presenta dunque come sintesi e sviluppo nell'ambito dell'ingegneria meccanica di discipline tipiche dell'ingegneria quali la scienza delle costruzioni e la meccanica applicata alle macchine.

## Descrizione
In particolare fornisce metodi per:
- valutare il livello di stress meccanico di componenti e organi di macchine una volta posti in esercizio
- dimensionare componenti perché resistano alle sollecitazioni che subiranno in esercizio
- scegliere il tipo di organi meccanici da impiegare: 
  - per trasmettere il moto (trasmissioni, ingranaggi, cuscinetti),
  - collegare pezzi (giunzioni bullonate, saldature...),
  - stoccare liquidi o gas in pressione

## Programma di studio
Stato di sollecitazione e di deformazione nei continui deformabili: Teorema di Cauchy (meccanica del continuo), tensore degli sforzi, equazioni indefinite di equilibrio, sforzi principali, invarianti, sforzi ottaedrali, deviatore e tensore idrostatico, cerchio di Mohr per le tensioni.
Deformazioni, equazioni di congruenza, cerchi di Mohr delle deformazioni. Legame sforzo-deformazioni in campo lineare. Stato di sforzo e di deformazione piani.
Comportamento dei materiali e verifica di resistenza sotto l'effetto di sollecitazioni statiche: prove di trazione (fisica), compressione (meccanica), torsione. Flessione di sezioni a semplice e doppia simmetria con materiali duttili e fragili.
Stati di sollecitazione composti: criteri di resistenza (Criterio di Tresca, Rôs-Eichinger, Criterio di von Mises, Criterio di Rankine).
Verifica di resistenza: considerazioni generali sull'applicabilità ed i limiti dei criteri di resistenza, coefficiente di sicurezza, cenni sull'affidabilità.
Effetto di intaglio e collaborazione plastica: Coefficiente di sovrasollecitazione teorico, collaborazione plastica, coefficiente di intaglio sperimentale a rottura (condizione limite di componenti intagliati in materiale fragile e duttile), criteri di progetto in presenza di intagli.
Coefficiente di collaborazione plastica a flessione e a torsione, tensioni residue.
Comportamento dei materiali e verifica di resistenza meccanica sotto l'effetto di sollecitazioni cicliche: Diagramma di Wöhler e limite di fatica, metodo Stair-Case, evoluzione del danneggiamento per fatica, influenza della sollecitazione media, influenza degli intagli, effetto dimensionale, influenza della finitura superficiale, influenza della frequenza e forma d'onda del carico, influenza dell'alta e bassa temperatura, corrosione-fatica.
Criteri di verifica e progettazione a fatica (scienza dei materiali): Fondamenti di resistenza a fatica sotto cicli di sollecitazione ad ampiezza costante. Verifica di resistenza in presenza di stati di sollecitazione semplici, a vita infinita o ad alto numero di cicli, fatica oligociclica; verifica di resistenza in presenza di stati di sollecitazione composti: criteri di Gough-Pollard e di Sines, criteri del piano critico.
Fondamenti di resistenza a fatica sotto cicli di sollecitazione ad ampiezza variabile: verifica di resistenza a termine sotto l'effetto di sequenze di cicli ad ampiezza costante, danneggiamento cumulativo, legge di Miner;  fatica random, metodo del serbatoio, fattore di spettro.
Fatica per contatto ciclico: Teoria di Hertz, principali tipologie di danneggiamento e criteri di resistenza.
Metodi per aumentare la resistenza a fatica degli organi delle macchine: criteri di scelta dei materiali, trattamenti termici, trattamenti meccanici, accorgimenti di disegno.
Progetto e verifica di elementi delle macchine: Collegamenti saldati e filettati, assi ed alberi, manovelle d'estremità, alberi a gomito, recipienti in pressione, giunti a dischi, trasmissioni a cinghie, cuscinetti, ruote dentate, riduttori ad ingranaggi.